# Bundesautobahn 9
De Bundesautobahn 9 (kort BAB 9, A9 of 9) is een Duitse autosnelweg die Berlijn verbindt met München via Leipzig, Neurenberg en Ingolstadt. De snelweg is in totaal 530 kilometer lang.

## Tracéverloop
De A9 verbindt de miljoenensteden Berlijn en München en heeft bijna over de gehele lengte minimaal 2x3 rijstroken. Het loopt van noord naar zuid door de deelstaten Brandenburg, Saksen-Anhalt, Saksen, Thüringen en Beieren.
De snelweg begint ongeveer 30 kilometer van de Berlijnse stadsgrens bij Dreieck Potsdam aan de A10, de Berlijnse ring zuidelijk van de Brandenburgse hoofdstad Potsdam. Hierbij is de relatie München - Dreieck Nuthetal de doorgaande verbinding in het knooppunt. In de deelstaten Brandenburg, Saksen-Anhalt evenals een kort deel in Saksen loopt de weg door dunbevolkt gebied, over de Elbe en langs Dessau. Voor het eerst met het bereiken van de agglomeratie van de steden Halle (Saale) en Leipzig wordt het beeld stedelijker. Zuidelijk daarvan wordt de grens met Thüringen gepasseerd, wordt het gebied heuveliger en dichter bebost. Bij Hermsdorfer Kreuz wordt de A4, een belangrijke verkeersader zuidelijk in de nieuwe Duitse deelstaten en in Oost-Europa, gekruist. De doorgaande rijbaan is hier als enige in de gehele A2 2x2 rijstroken breed. Een verbreding naar 2x3 rijstroken is gepland.
Zuidelijk van Hermsdorf doorkruist de A9 de oostelijke uitloper van het Thüringer Woud en gaat via de Saalebrücke Rudolphstein over de grens naar Beieren. De brug heeft ook de naam Brücke der Deutschen Einheit gekregen. Door Opper-Franken, voorbij de steden Hof en Bayreuth aan de westrand van het Fichtelgebergte en over de Fränkische Alb wordt de agglomeratie van Neurenberg bereikt en daarbij ook het belangrijkste knooppunt in Noord-Beieren. Hier bestaat aansluiting op de A3 en A6, twee belangrijke oost-westverbindingen met deels hoge verkeersintensiteiten.
In verder verloop wordt het landschapsbeeld bepaald door het Fränkische Alb met steile hellingen en afdalingen, door het Donaudal met de industriestad Ingolstadt en de zuidelijk aansluitende Hallertau, wereldwijd de grootste samenhangende hopkweekgebied. Het gedeelte tussen Neurenberg en München kennen hoge verkeersintensiteiten. Zuidelijk van Kreuz Neufahrn heeft de A9 2x4 rijstroken. Bij het aansluitende Kreuz München-Nord wordt de A99, de ring van München, gekruist. Het is het drukste knooppunt in Beieren en de derde van Duitsland. Oorspronkelijk eindigde de snelweg in München bij de huidige aansluiting München-Freimann (74). De A9 werd tussen 1958 en 1960 over de Hochbrücke Freimann tot het huidige einde bij aansluiting München-Schwabing (76) verlengd.
De hogesnelheidslijn Neurenberg - Ingolstadt - München loopt veelal parallel aan de A9, dit is een voortzetting van de spoorlijn Berlijn - Neurenberg, net als de A9 een Verkehrsprojekte Deutsche Einheit.

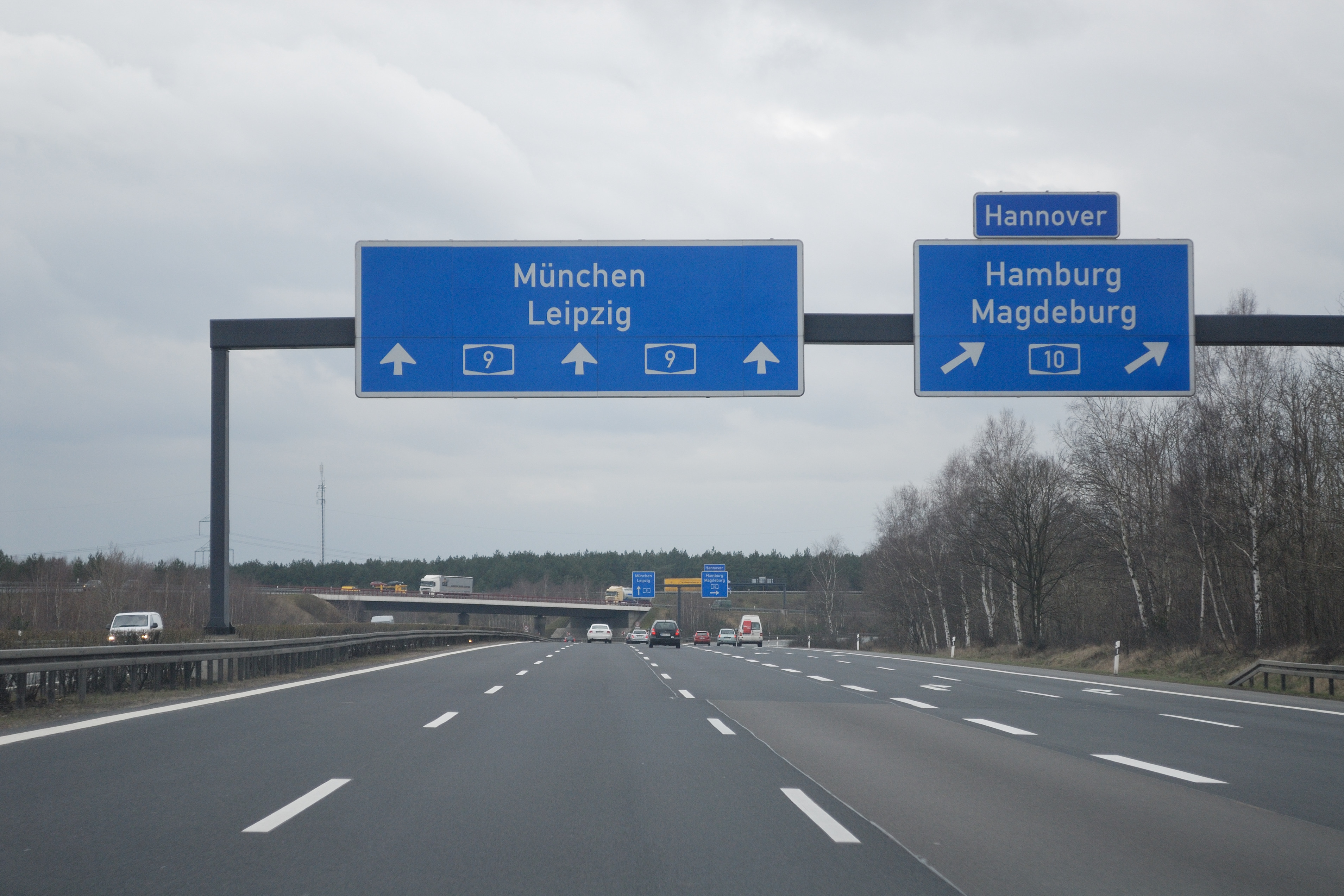
Begin van de A9 bij Dreieck Potsdam. (2009)
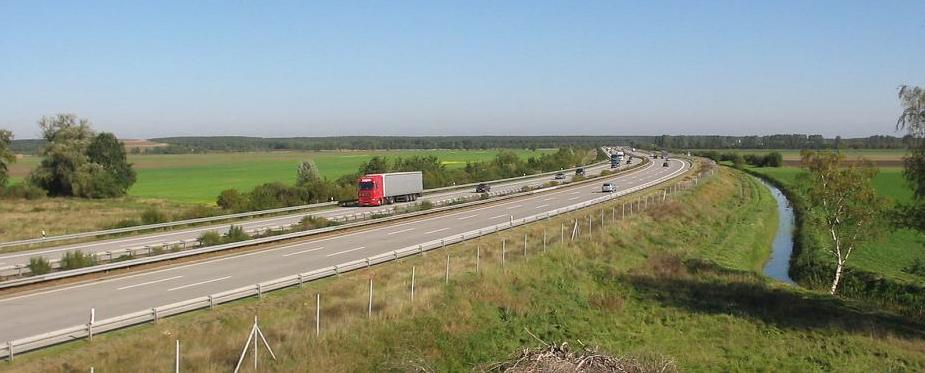
De A9 in het Glogau-Baruther Urstromtal in Brandenburg. (2006)
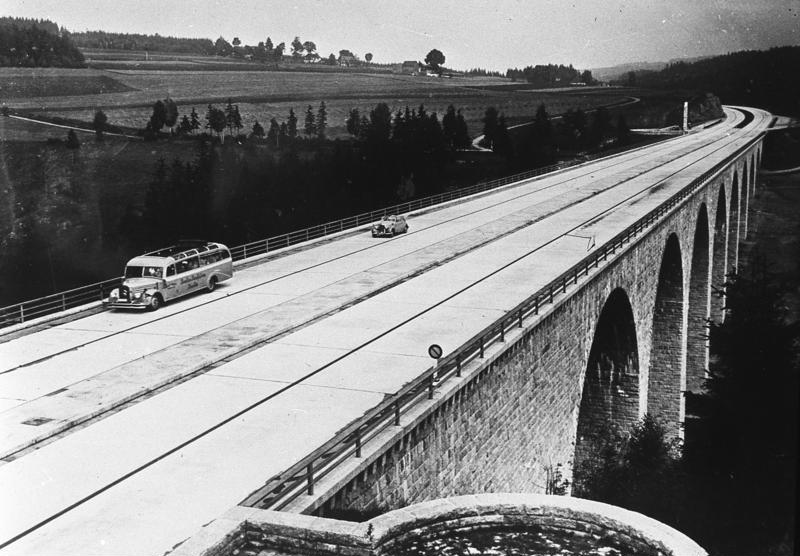
Historische foto van de Saalebrücke met de Reichsautobahn (tegenwoordig A9) bij Hirschberg. (1936)
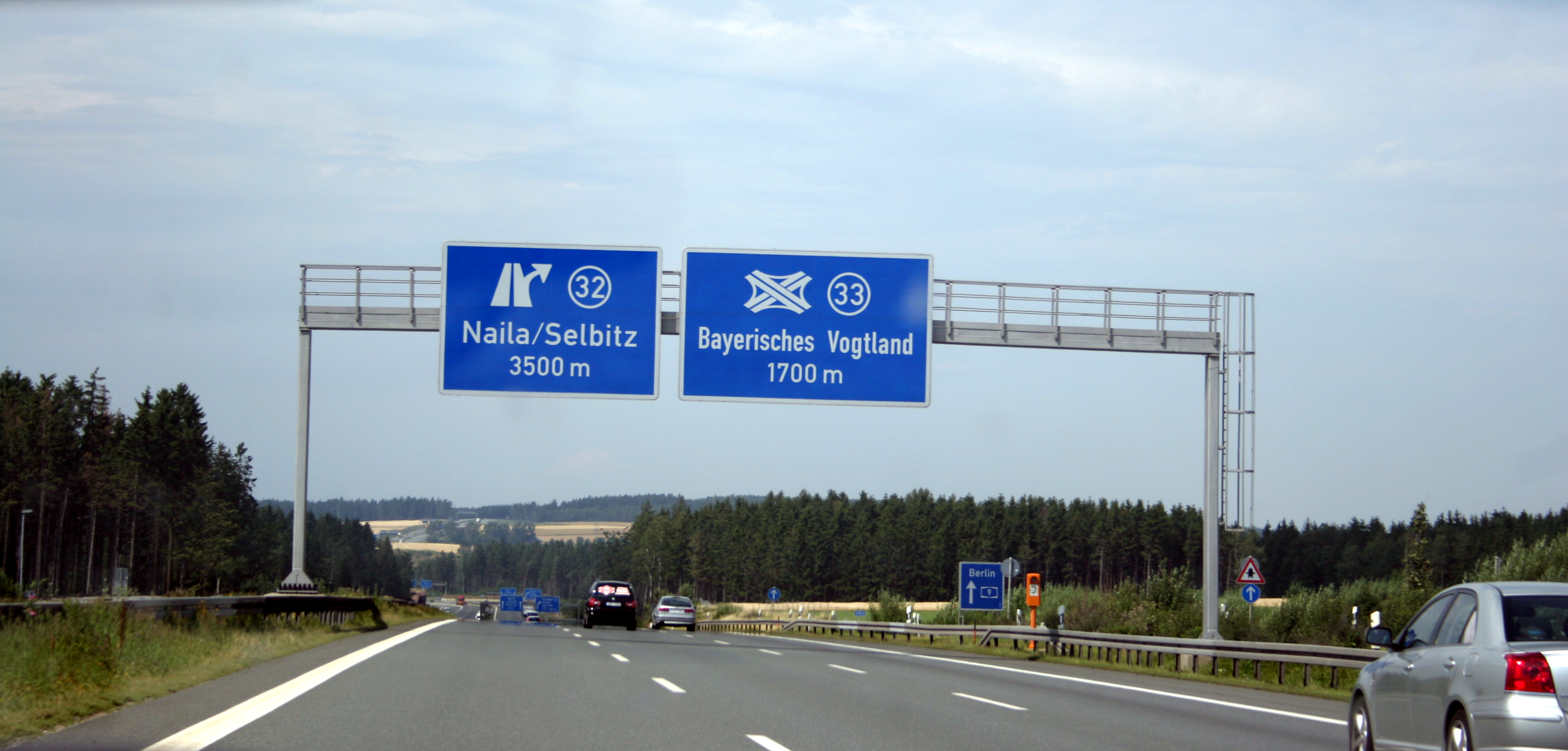
A9 bij Selbitz richting Berlijn. (2005)
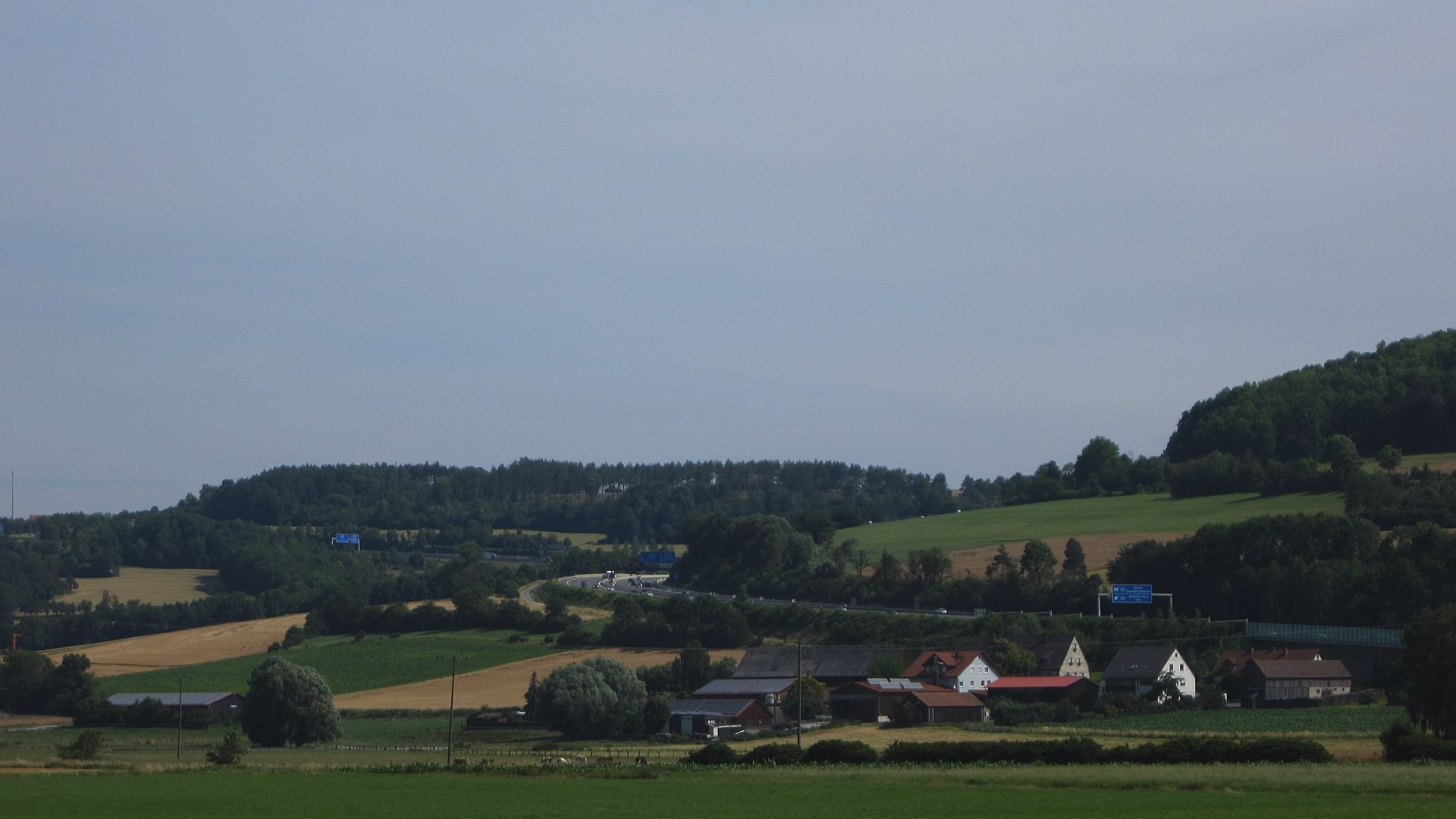
Beklimming van de Bindlacher Berg vanuit het zuiden. (2016)
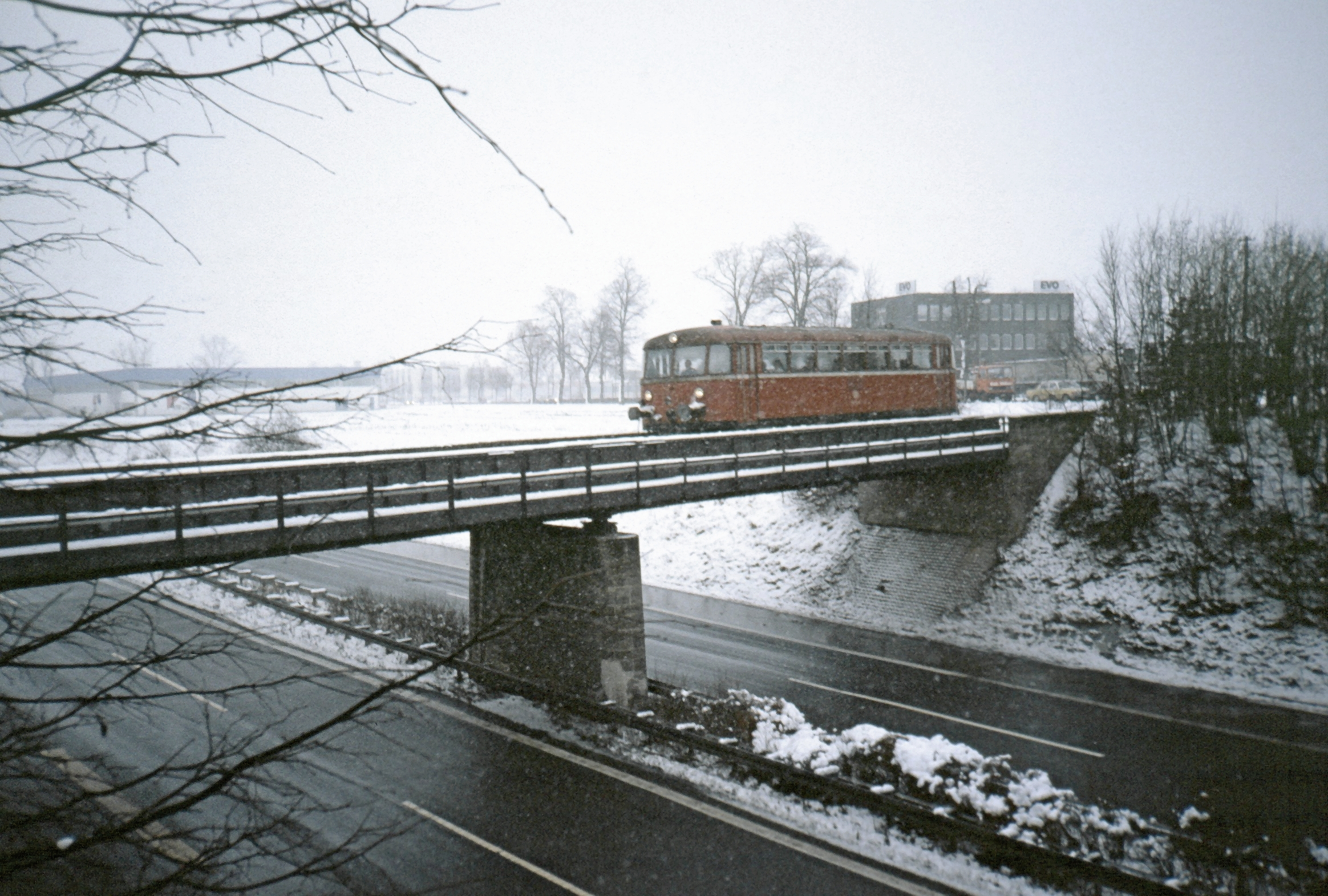
Spoorbrug over de A9 met nog 2x2 rijstroken, bij Bayreuth in 1986. De snelweg heeft hier ondertussen 2x3 rijstroken en ligt in een landtunnel.
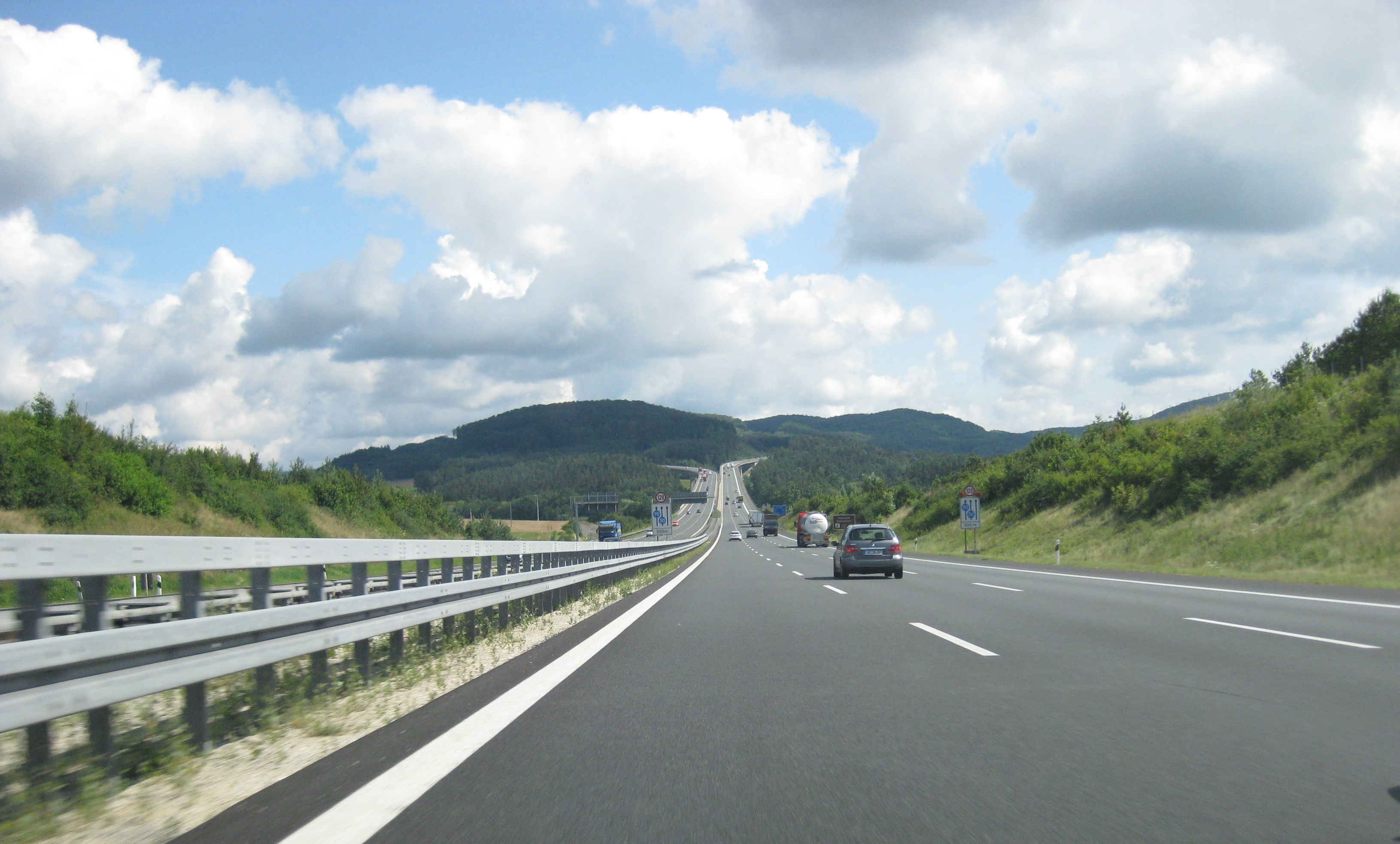
Zuidelijke helling van de Hienberg richting Berlijn. Op de achtergrond de Talbrücke Schnaittach. (2009)
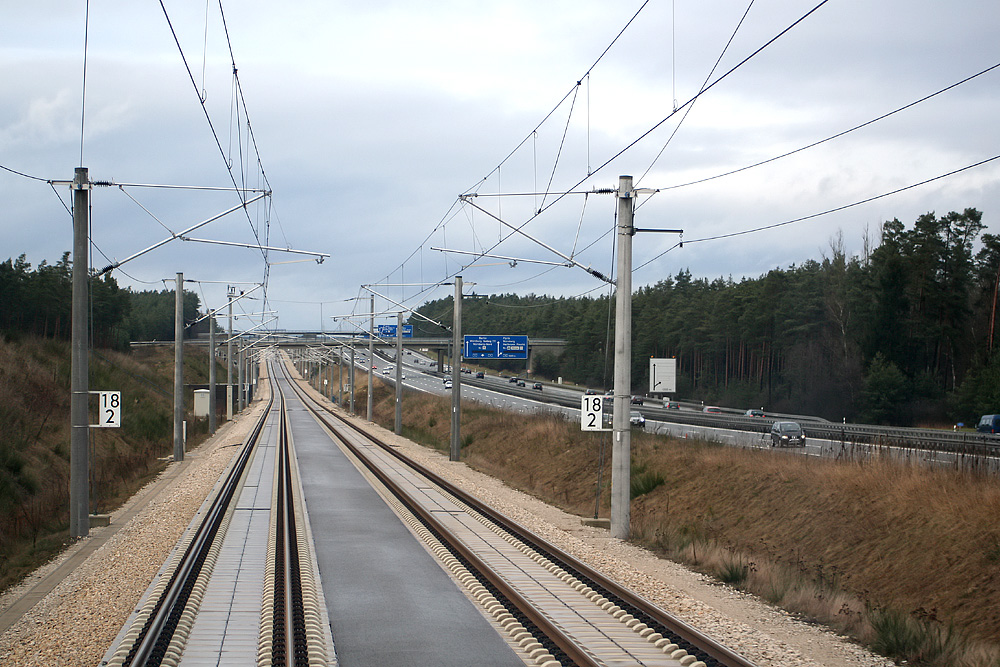
De hogesnelheidslijn Neurenberg - München langs de A9 bij Dreieck Nürnberg/Feucht. (2007)
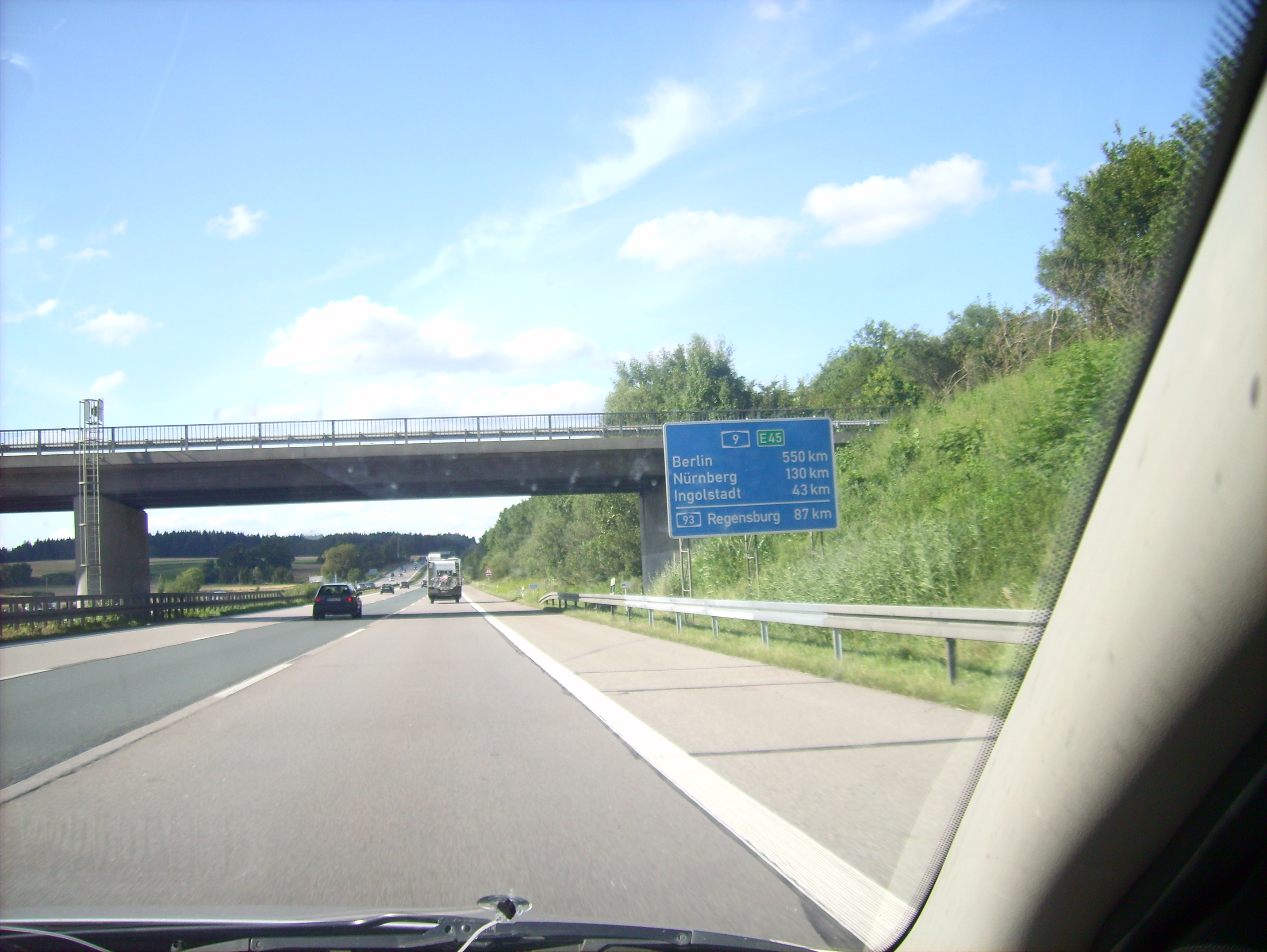
De A9 richting Berlijn tussen München en Neurenberg. (2009)
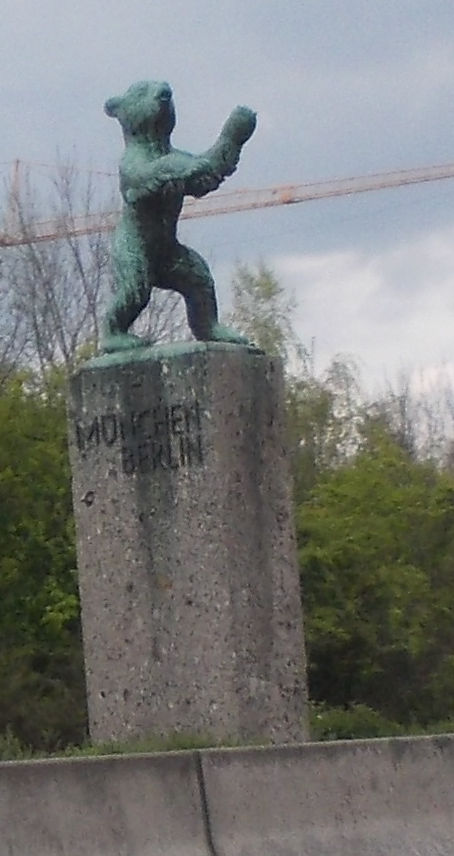
De Berlijnse Beer bij kilometer 525 kort voor het einde van de snelweg in München. (2017)
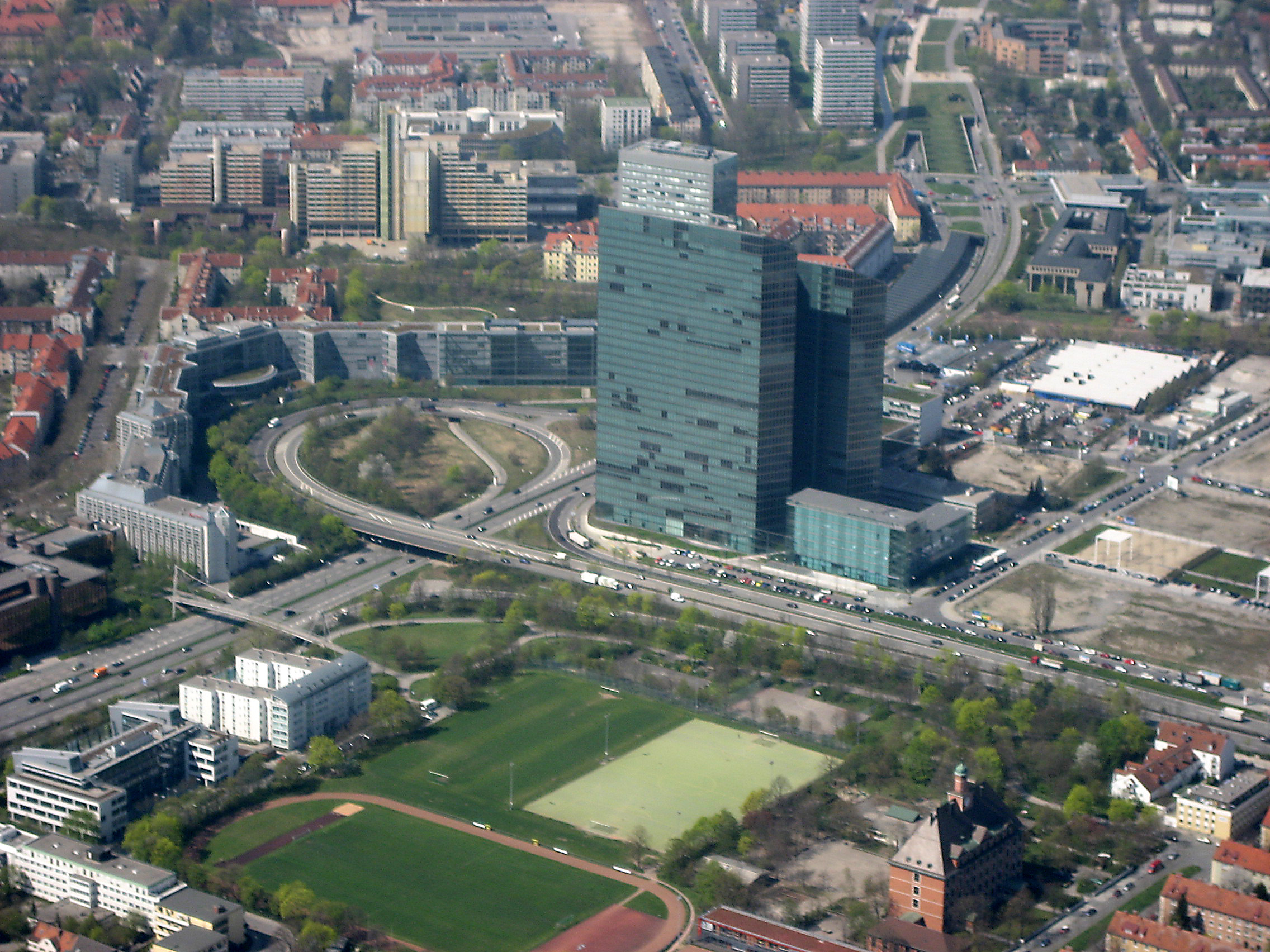
Het einde van de A9 in het stadsdeel Schwabing van München. (2007)

### Europese wegen over de A9
De volgende Europese wegen lopen over de A9:
- E51: Dreieck Potsdam - Kreuz Nürnberg;
- E49: Schkeuditzer Kreuz - Schleiz;
- E48: Bad Berneck/Himmelkron - Dreieck Bayreuth/Kulmbach;
- E45: Kreuz Nürnberg - Kreuz München-Nord.

## Geschiedenis

### Voorgeschiedenis
De eerste ideeën van de bouw van de weg was al in de jaren '20, toen een autoweg Berlijn - Rome gepland was, die op het Duitse deel München, Leipzig en Berlijn verbinden zou. Hieruit ontstond de naam voor het voorziene traject en vanaf 1927 werden de plannen gestart door de verantwoordelijke maatschappij: "MüLeiBerl". De snelweg Berlijn - München werd vanaf 1936 in verschillende gedeelten geopend. Op 15 juli 1937 werd tijdens de Bayreuther Festspiele het trajectdeel Bayreuth naar Lanzendorf geopend, in september 1937 volgde het deel vanaf daar tot Schleiz. Nadat in 1941 nog de 3,7 kilometer lange tweede rijbaan in de omgeving van de Hienbergbeklimming bij Schnaittach voor het verkeer was vrijgegeven, was de weg volledig te gebruiken van Berlijn tot München. Daarmee is het een van de oudste snelwegen in Duitsland met een interregionale verbinding. Voor de invoering van het nieuwe snelwegnummeringssysteem in 1974-1975 werd de snelweg in de Bondsrepubliek in officiële stukken en stratenatlassen voor enkele jaren lang als A3 aangeduid, alleen dit nummer is nooit op de weg toegepast. De stedelijke inprikker van München vanaf Kreuz München-Nord zou oorspronkelijk het nummer A990 krijgen.

### Duitse deling
De ten noorden van Hof gelegen deel van de snelweg was na de Tweede Wereldoorlog tot de Duitse hereniging als een van de vier transitwegen tussen West-Duitsland en West-Berlijn in gebruik. Op de blauwe bewegwijzering in de DDR waren hiertoe gele vakken aangebracht met "Transit" en de bestemming (Transit BRD Grenzübergang Hirschfeld voor de A9 naar West-Duitsland, Westberlin voor West-Berlijn). Op de Oost-Duitse borden stonden daarnaast ook vaak Berlin - Hauptstadt der DDR vermeld.
Ondanks de betalingen die de regering van Bondsrepubliek aan de regering van de DDR deed voor onderhoud aan de transitwegen bleef de weg in slechte toestand. Oorspronkelijk was de autosnelweg uitgevoerd met betonplaten en was er grotendeels geen fysieke scheiding tussen de rijbanen. Tussen Rodaborn en Schleiz bestond de weg nog lange tijd uit kasseien, die in de DDR-tijd zijn overgeasfalteerd. Midden jaren '80 is het asfalt weer verwijderd en vervangen voor betonplaten. Dit werd alleen niet goed gedaan, waardoor de overgang tussen twee betonplaten duidelijk te voelen was. Deze situatie was voor lange tijd nog aanwezig, maar is verdwenen door de verbreding van vier naar zes rijstroken.
Tussen 1945 en 1966 was de A9 ter hoogte van de Duits-Duitse grens (tegenwoordig de grens tussen Beieren en Thüringen) onderbroken doordat de brug over de Saale aan het einde van de oorlog door de Duitse troepen vernietigd was. Tot 1951 werd het verkeer daarom over de A72 via grensovergang Heinersgrün naar Plauen geleid en verder via Schleiz weer op de huidige A9. Tussen 1951 en 1966 werd het verkeer via het onderliggende wegennet gestuurd over de B2/F2 vanaf de nieuwe grensovergang Töpen-Juchhöh. Vanaf 1966 werd het verkeer weer over de A9 geleid, daar de brug over de Saale weer opnieuw opgebouwd was.
De in Beieren gelegen deel van Kreuz Nürnberg tot Kreuz München-Nord werd al midden tot het einde van de jaren '70 de snelweg verbreed naar 2x3 rijstroken met vluchtstroken.

### Na de hereniging

Overzichtskaart met de Verkehrsprojekte Deutsche Einheit

Na de hereniging werd de verbreding naar 2x3 rijstroken van de A9 tussen Dreieck Potsdam tot Kreuz Nürnberg opgepakt als Verkehrsprojekt Deutsche Einheit Nr. 12. Met een verkeersbelasting van tot 50.000 motorvoertuigen per etmaal bij Bayreuth in 1990 zat het tracé met 2x2 rijstroken tegen zijn capaciteitsgrenzen aan.
Door de verbreding werd het tracé op enkele locaties verlegd, omdat de oude rijbaan met beklimmingen van over de 7% en te krappe bochten ongeschikt was. Zo werd in de omgeving van Münchberg, zuidelijk van Hof een dalbrug gebouwd. Hierdoor hoefde de snelweg niet door een dal waar regelmatig mist ontstond. Hier was op 19 oktober 1990 een zware kettingbotsing met tien doden en talrijke zwaargewonden tot gevolg. Westelijk van Bad Berneck im Fichtelgebirge liep de oude snelweg over een brug midden door het dorpje Lanzendorf. Deze voor de bewoners zeer belastende situatie werd met de nieuwbouw van de snelweg opgelost; tegenwoordig loopt de A9 oostelijk van het dorp. Nog voor de verbreding werd direct aan de oude rijbaan de snelwegkerk Himmelkron gebouwd en op 6 oktober 1996 ingewijd. Het kerkgebouw staat tegenwoordig daardoor wat verder van de snelweg af. Ook bij aansluiting Trockau (43) werd het verloop veranderd. Het nieuwe tracé verloopt iets oostelijker dan de oude. De voormalige zeer steile en extreem bochtige Trockauer Berg werd door de verlegging van de weg opgelost. Bij Hienberg tussen de aansluitingen Hormersdorf (47) en Schnaittach (48) is voor de beide rijbanen een eigen tracé. De scheiding van de rijbanen bleef bij de verbreding naar 2x3 rijstroken aanwezig, maar het verloop werd veranderd. De verzorgingsplaats Hienberg, die zich op de gelijknamige berg bevond, is er niet meer.
In 2001 was de verbreding naar 2x3 rijstroken, met uitzondering van drie delen, afgerond. De 120 miljoen Duitse mark kostende verbreding tussen de aansluitingen Bayreuth-Nord en -Süd, waarbij een 320 meter lange landtunnel en geluidsschermen werd gebouwd, vertraagde tot het jaar 2006. Nadat de landtunnel gereed was, was alleen nog in Thüringen trajectdelen van de A9 met 2x2 rijstroken zonder vluchtstroken. Daarbij gaat het om het deel door het Hermsdorfer Kreuz en een 19 kilometer lange deel zuidelijk van aansluiting Triptis bij kilometer 205 en noordelijk van de aansluiting Schleiz bij kilometer 224. Een oorzaak voor de vertraging was dat op het gebied van financiering nieuwe mogelijkheden werden uitgeprobeerd en private investeerders middels een aanbesteding gezocht werden, die via de vrachtwagentol werden terugbetaald (zogenaamde "A-Modell"). Er werd toegezegd dat hiermee een hogere kwaliteit van de rijbanen en een sneller bouw mogelijk is. Volgens de mededeling op 4 augustus 2011 won het consortium A9SixLanes, bestaande uit de ondernemingen VINCI Concessions (47,5%), BAM PPP (47,5%) en Reinhold Meister GmbH (5%), de concessie voor de verbreding van de A9. De bouwwerkzaamheden werden door een bouwconsortium onder leiding van Eurovia (dochter van VINCI), Wayss & Freytag (dochter van BAM) en Reinhold Meister uitgevoerd en begon in 2012. Het traject werd op 5 september 2014 vrijgegeven. In november 2014 werden de laatste werkzaamheden afgerond. De volledige verbreding van de A9 tussen Berlijn en Neurenberg had hiermee rond de 25 jaar geduurd.
Ondanks de verbreding zijn nog enkele originele bruggen in het oude tracé behouden gebleven, bijvoorbeeld de brug in Holledau bij verzorgingsplaats Holledau, de Saalebrücke in de richting van München tussen Bad Lobenstein (29) en Rudolphstein (30) evenals de Tautendorfer Brücke in de richting van Berlijn tussen Hermsdorf-Süd (25a) en Lederhose (25b). Tussen Kreuz Rippachtal (19) en de aansluiting Naumburg (21a) gaan nog drie originele bruggen over de snelweg.
Door de verbreding werden diverse verzorgingsplaatsen (Raststätte) gesloten en vervangen. Zo werd op 30 juni 2004 de verzorgingsplaats Rodaborn bij Triptis gesloten. Het was in 1928 als Ausflugslokal voor de inwoners van Triptis geopend en werd in 1936 met het gereedkomen van de Reichsautobahn de eerste Raststätte van Duitsland. In de DDR-tijd werd het in de jaren '70 gesloten en in 1986 alleen voor transitverkeer door Mitropa heropend. Op dezelfde plaats werd na sluiting een parkeerplaats zonder faciliteiten gebouwd. Ook twee verzorgingsplaatsen in Beieren moesten door de verbreding wijken. Het ging hierbij om Sophienberg zuidelijk van Bayreuth en Hienberg noordelijk van Neurenberg bij de gelijknamige berg. Op de locatie van de eerste werd een parkeerplaats zonder faciliteiten gebouwd. Als vervanging voor beide verzorgingsplaatsen werd in 1999 bij Pegnitz de verzorgingsplaats Fränkische Schweiz/Pegnitz gebouwd.
Ook zuidelijk van Neurenberg moest de snelweg door de stijgende verkeersintensiteiten aangepast worden. Tijdens de telling van 2008 met een gemiddelde intensiteit van 143.000 voertuigen en op spitsdagen tot 184.000 voertuigen, is het trajectdeel tussen de knooppunten Kreuz Neufahrn en Kreuz München-Nord hoog belast en werd tussen 2004 en 2006 naar 2x4 rijstroken verbreed. Het Kreuz Neufahrn werd van 2009 tot 2011 van klaverblad omgebouwd naar een klaverblad met een fly-over op de verbinding Landshut naar München. Van 2007 tot 2010 werd het snelwegdeel in München tussen de Frankfurter Ring en Schwabing (Hochbrücke Freimann) vernieuwd. De over de 30 jaar oude bruggen, de toe- en afritten van aansluiting Frankfurter Ring (75; in de volksmond "Tatzelwurm" genoemd) evenals de Hochbrücke zelf werden daarbij per richting afgebroken en nieuw gebouwd. Al sinds 2006 staat de oorspronkelijk geplande en ook in delen uitgevoerde ombouw van Dreieck Holledau (drietaks) tot een Kreuz (viertaks) ter discussie. Doel is echter niet meer de verlenging van de A93 naar Augsburg, maar hoofdzakelijk de ontsluiting van de Landkreis Pfaffenhofen an der Ilm.

## Bijzonderheden
- Tussen de aansluitingen Niemegk (5) en Klein Marzehns (6) gaat de snelweg over de 61 meter lange Hagenbrücke, een bakstenenbrug. In de volksmond wordt de brug ook wel "Millionenbrücke" genoemd, wat verwijst naar de naar verluidt miljoenen bakstenen die bij de bouw van de brug in 1936 gebruikt werden. In het toenmalige Reichsautobahn-concept was een parkeerplaats voorzien, die nog rechts in de richting van München herkenbaar is. Nadat de brug door de oorlog opgeblazen was, werd het in 1953 volgens het origineel hersteld. In 1998 werd door de verbreding naar 2x3 rijstroken naast de oude, monumentale brug een moderne brug gebouwd.[9]
- Bij de Elbebrücke tussen aansluitingen Coswig (8) en Vockerode (9) bevindt zich aan de noordelijke Elbeoever een toren. Volgens het plan van de Reichsautobahn was hier een parkeerplaats gepland en deze is nog herkenbaar in het landschap. De toren zou oorspronkelijk een openbaar bezoekersplatform hebben. In de DDR-tijd was aan de noordzijde een reclamebord met de tekst "Plaste und Elaste aus Schkkopau" van de Buna-Werke zo aangebracht, dat bestuurders vanuit de richting Berlijn het konden lezen. Hier verloopt direct naast de vluchtstrook in de richting van Berlijn de alternatieve route van het Elbefietspad tussen Dessau-Roßlau en Coswig, die bijvoorbeeld bij hoogwater gebruikt kan worden.
- Nabij de aansluiting Dessau-Ost (10) bestaat sinds 1939 de recreatieplas Reichsautobahnbad Mildensee met kleedhokjes en horeca. Hiervoor was een zandwinningspunt, waarbij zand voor de snelweg en toevoerwegen werd gewonnen, geschikt gemaakt voor recreatie en is tegenwoordig nog in gebruik als Strandbad Adria.
- Het trajectdeel tussen aansluitingen Dessau-Süd (11) en Bitterfeld/Wolfen (12) was al bij de bouw van de snelweg als een testtraject voor hogesnelheidsritten en een racecircuit (Dessauer Rennstrecke) voorzien en daardoor met lange rechtstanden, doorgaande betonnen dek zonder middenberm en de bruggen over de snelweg zijn uitgevoerd als boogbruggen zonder middenpijler. Hier hebben daadwerkelijk hogesnelheidstesten plaatsgevonden, ook races werden tot in de jaren '50 gereden. Het monument voor de in 1952 dodelijk verongelukte Paul Greifzu stond naast de rijbaan naar München, maar is ondertussen naar het gelijknamige stadion in Dessau verplaatst. Tijdens de Tweede Wereldoorlog was dit trajectdeel als snelweg-noodvliegveld voorzien. Het is echter niet bekend of hier ook daadwerkelijk vliegtuigen zijn geland. Tijdens de DDR was dit trajectdeel als noodvliegveld voor de GSSD gereserveerd. Met de verbreding van de A9 naar 2x3 rijstroken (1995) werd dit deel gebouwd als 3+1+3 rijstroken, waarbij de middelste rijstrook tijdens normaal verkeer als middenberm fungeerde. Hierdoor was het nog steeds mogelijk om vliegtuigen hier te laten landen. De middenberm was afgezet met betonnen barriers gevuld met aarde en beplanting, die in geval van nood eenvoudig weggehaald konden worden. Tegenwoordig is het noodvliegveld niet meer te gebruiken.
- Tussen de aansluitingen Halle (13) en Bad Dürrenberg (18) passeert de snelweg over een afstand van minder dan 30 kilometer twaalf keer de grens tussen Saksen-Anhalt en Saksen, die deels ook gelijk loopt met het tracé van de snelweg.
- In 1936 was het Schkeuditzer Kreuz (15) het eerste knooppunt in Duitsland dat als klaverblad uitgevoerd werd.
- Het restaurant van de Raststätte Frankenwald in de buurt van aansluiting Rudolphstein (30) is een van de twee restaurants in Duitsland is als een brugrestaurant is gebouwd. (50° 24′ 19″ NB, 11° 46′ 25″ OL)
- De aansluiting Bindlacher Berg (nummer 40b) was tot de verbreding van 4 naar 6 rijstroken een militaire afrit. Regulier verkeer kon hier de snelweg niet verlaten noch oprijden. Slechts Amerikaanse soldaten van de United States Armed Forces, die op de basis Bindbacher Berg gestationeerd waren, benutten deze aansluiting.
- De aansluiting Bayreuth-Nord (41) werd in de vroege jaren '70 door de ombouw van de B2 naar het noorden verlegd. De aansluiting aan de westzijde ging tot dan vanaf de Eremitagestraße kort over de Hölzleinsmühle en was zeer steil. In de oksel van de aansluiting lag een steunpunt van de wegbeheerder, dat nog behouden is maar door de nieuwe landtunnel vanaf de snelweg niet meer zichtbaar. De aansluiting aan de oostzijde voerde kort voor de nieuwe brug direct naar de Bindlacher Allee. Het voormalige tracé was tot de nieuwbouw van de Firma Knoll nog in het terrein zichtbaar. De toe- en afritten aan beide zijden hadden geen in- en uitvoegstroken of vluchtstroken.

De invoegstroken van de toerit richting Neurenberg ligt in de tussen 2002 en 2006 gebouwde landtunnel Laineck. Het is met een verkeerslicht en slagboom beveiligt wanneer de landtunnel dicht is. Door de krappe bocht mag er maar 40 km/h gereden worden.
- Noordelijk van aansluiting Pegnitz (44), ongeveer bij kilometer 331, lag tot de verbreding van de snelweg een kleine parkeerplaats met daarbij een bronzen klok die de doden op de Duitse snelwegen herinneren. De parkeerplaats bestaat niet meer en de klok staat sindsdien bij de verzorgingsplaats Fränkische Schweiz/Pegnitz.
- Ongeveer 800 meter noordelijk van de huidige aansluiting Pegnitz (44), die voor een tijd ook Pegnitz/Grafenwöhr geheten heeft, lag tot in de vroege jaren '80 een afrit die direct naar de B2 leidde, die de snelweg op deze locatie via een brug kruiste. De aansluiting 44 heette toen alleen nog Grafenwöhr. De afrit werd gebouwd als toegang tot het oefenterrein Grafenwöhr. De B85 gaat nu onder de snelweg door op deze locatie, omdat zware militaire voertuigen de brug bij de aansluiting Pegnitz niet konden gebruiken.
- De aansluiting Weidensees (45) heette tot in de jaren ‘70 Veldensteiner Forst en werd tijdens nazi-Duitsland waarschijnlijk op aanvraag van Hermann Göring gebouwd, die in bossen daar een jachtgebied had. Göring had in het nabijgelegen Neuhaus an der Pegnitz de plaatselijke Burg Veldenstein gekocht, waar hij een deel van zijn jeugd doorgebracht had, en kwam daar zeer regelmatig. Het kleine dorpje Weidensees zelf had de aansluiting niet nodig, omdat het probleemloos via de aansluitingen Pegnitz of Plech kon worden bereikt.
- Het Kreuz Nürnberg (51), een voormalig klaverblad, werd zo omgebouwd dat het verkeer van München richting Würzburg met vier rijstroken op de A3 over gaat. Dit omdat tot de Duitse hereniging het verkeersaanbod ten noorden van Neurenberg vrij gering was. De noordoostelijke lus van het klaverblad werd overbodig en is alleen nog in gebruik voor voertuigen van de wegbeheerder. In de lus van het klaverblad liggen nog de oude (en waarschijnlijk) originele weg bestaande uit kasseien, waarbij twee lichter gekleurde rijstroken en een donkergekleurde asmarkering aanwezig is. (49° 27′ 28″ NB, 11° 14′ 32″ OL)
- De hogesnelheidslijn Neurenberg - Ingolstadt - München van de Deutsche Bahn verloopt over een groot gedeelte parallel aan de A9. Het is het vervolg van de hogesnelheidslijn Berlijn - Neurenberg. (Verkehrsprojekt Deutsche Einheit Nr. 8).
- Bij de Kindinger Berg tussen de aansluitingen Altmühltal (58) en Denkendorf (59) is richting het noorden (Neurenberg) de rijbaan met drie rijstroken gesplitst. Eén rijstrook gebruikt de oude rijbaan richting Neurenberg, terwijl de linker twee rijstroken, die voor vrachtwagens en voertuigen met aanhangers verboden is, de oude rijbaan richting München gebruiken. De nieuwe rijbaan richting München kreeg een eigen tracé met drie rijstroken iets westelijker en die ook vlakker is.
- Bij de afrit van de verzorgingsplaats Köschinger Forst richting Berlijn staat een kilometersteen met het opschrift "Berlin 500 Kilometer".
- Op het traject tussen Dreieck Holledau en Kreuz Neufahrn bevinden zich sinds eind 2017 in beide richtingen spitsstroken, waardoor bij drukte vier rijstroken per richting beschikbaar zijn.[10]
- Trajectdelen in Beieren zijn als testtraject voor autonome voertuigen en rijdtaak ondersteunende systemen aangewezen. Het project Digitales Testfeld Autobahn werd in september 2015 geïnitieerd.[11] Eind 2016 werd tussen Pfaffenhofen en Dreieck Holledau speciale herkenningsborden geplaatst. Deze ronde borden met een zwart-witte patroon dienen als centimeter nauwkeurige positiebepalingen voor camera's. Met deze borden kan de positie in het reguliere verkeer aan de hand van vaste punten gemeten worden.[12]
- Aan het einde van de autosnelweg in München, ter hoogte van aansluiting München-Fröttmaning (73), staat sinds 1962 een klein bronzen beeld van de Berliner Bär (Berlijnse beer) met daaronder het onderschrift MÜNCHEN BERLIN. (48° 12′ 14″ NB, 11° 37′ 14″ OL). Op de A115 bij Berlijn staat de pendant bij de voormalige verzorgingsplaats Dreilinden.
- Bij de aansluiting München-Frankfurter Ring (75) is geen toerit richting het zuiden en geen afrit vanuit het zuiden, omdat de snelweg vrij snel na deze afrit eindigt om de Mittlerer Ring.

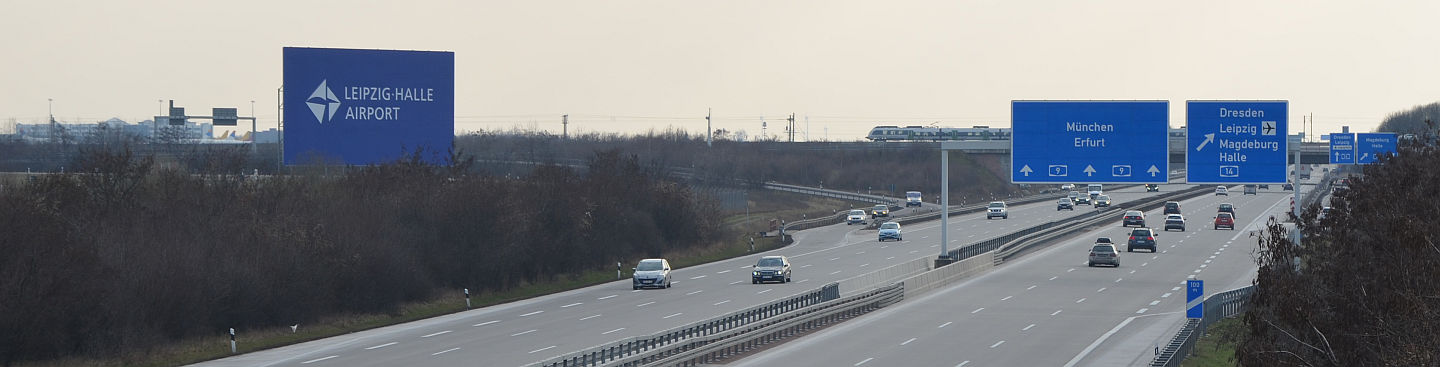
De A9 net voor het Schkeuditzer Kreuz, links de luchthaven Leipzig-Halle. (2016)
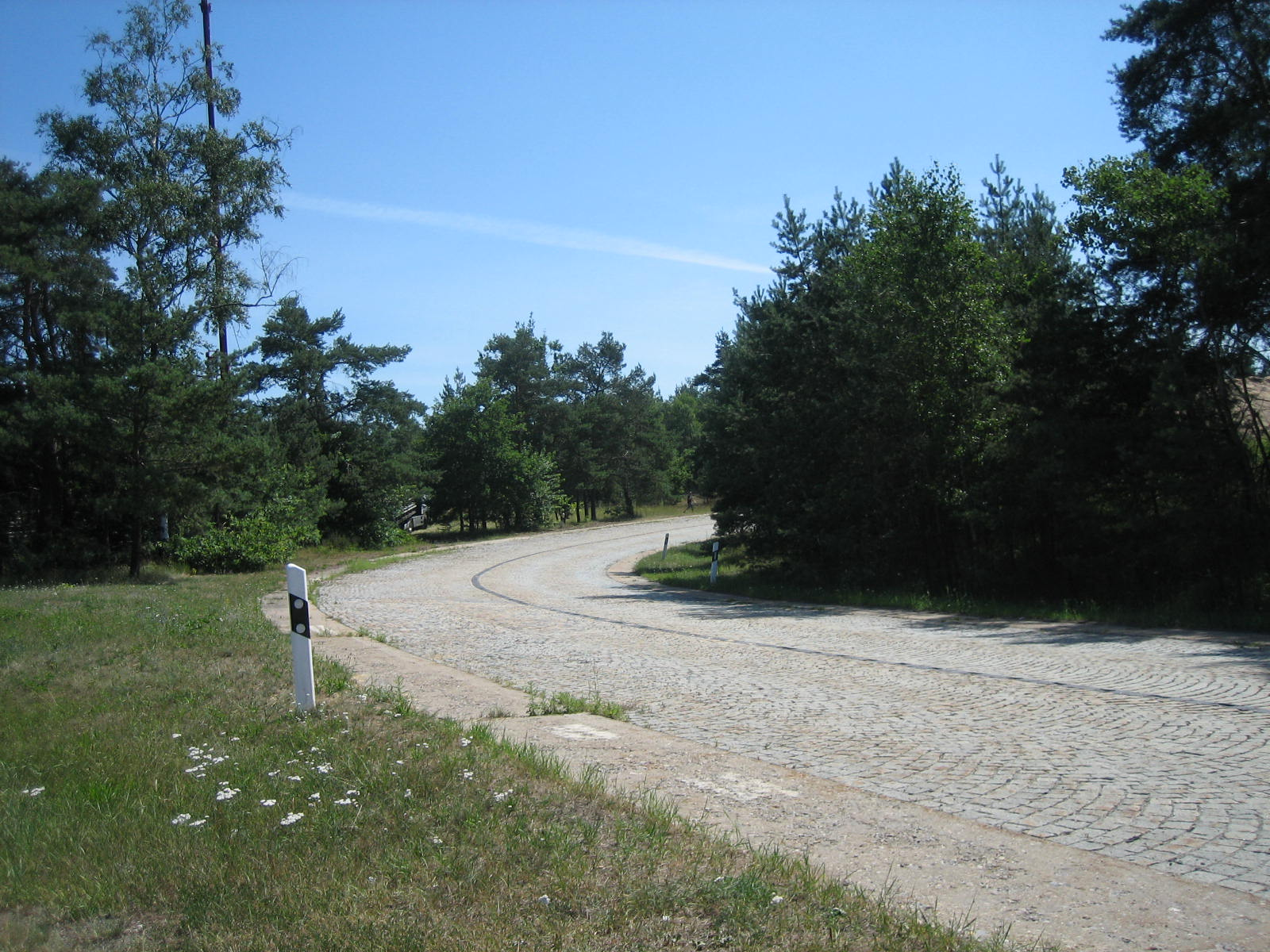
Originele bestrating op een tegenwoordig ongebruikt gedeelte van Kreuz Nürnberg. (2006)
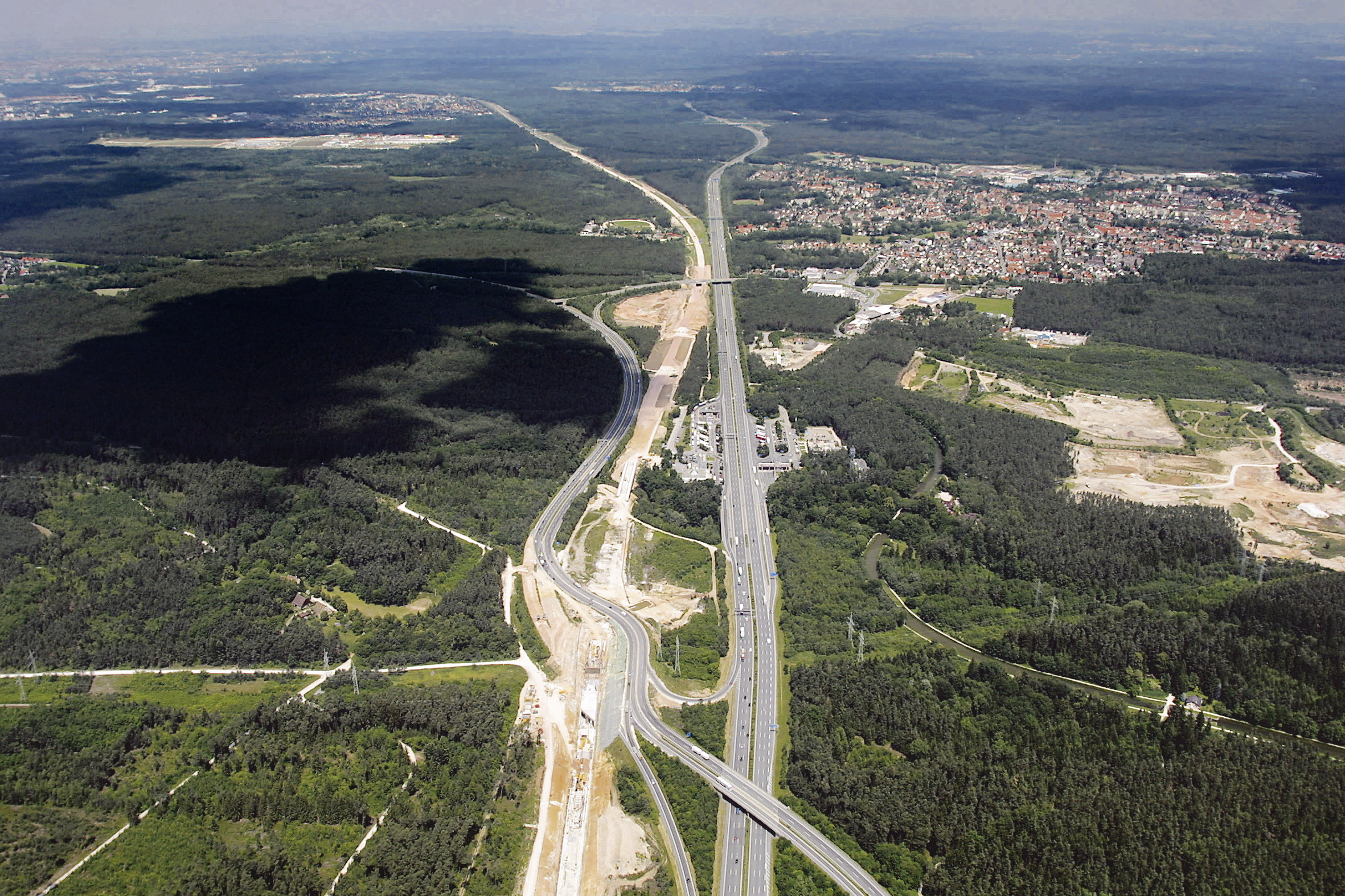
In de bouw zijnde hogesnelheidslijn Neurenberg - München westelijk van de verzorgingsplaats Nürnberg/Feucht. (2001)
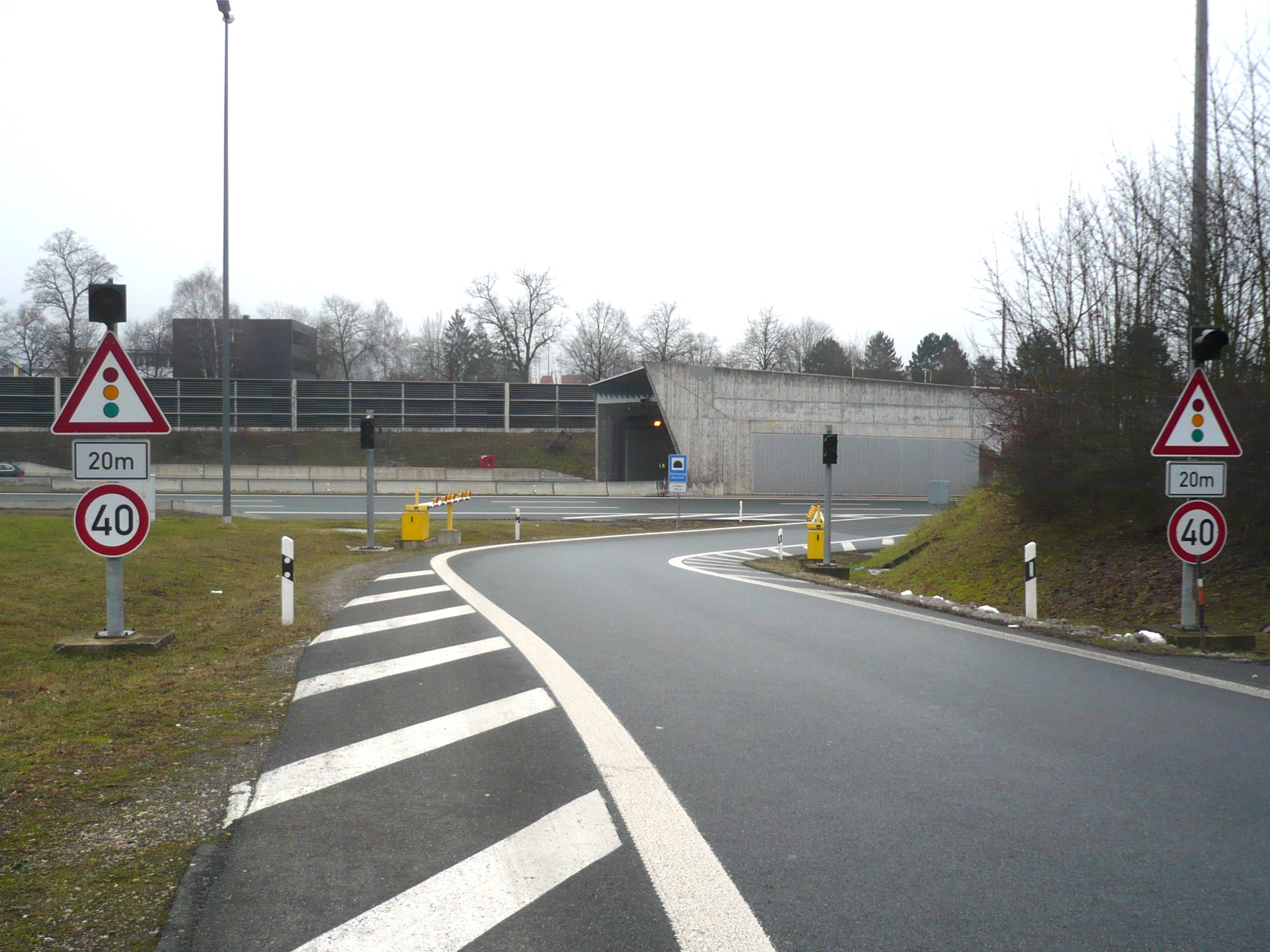
Toerit in de richting van Neurenberg van de aansluiting Bayreuth-Nord. Op de achtergrond de uitgang de landtunnel richting Berlijn. (2016)
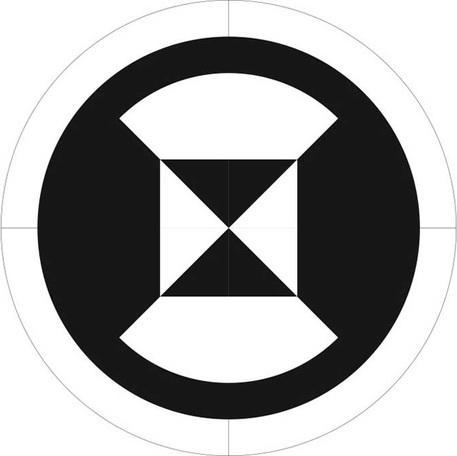
Markeringsborden die langs de A9 zijn geplaatst.

### Plannen
In het Bundesverkehrswegeplan 2030 (Duitse tegenhanger van de Nederlandse Meerjarenprogramma Infrastructuur, Ruimte en Transport; MIRT) zijn diverse plannen voor verbredingen van de A9 opgenomen. De verbredingen hebben een prioriteit meegekregen om de noodzaak van een verbreding aan te geven. De volgende plannen tot verbreding zijn in het Bundesverkehrswegeplan 2030 opgenomen:
- 2x3 rijstroken in Hermsdorfer Kreuz: hoge prioriteit (Vordringlicher Bedarf);
- 2x4 rijstroken tussen Kreuz Nürnberg en Kreuz Nürnberg-Ost: lage prioriteit met onderzoekrecht (Weiterer Bedarf mit Planungsrecht);
- 2x4 rijstroken tussen Dreieck Holledau en Kreuz Neufahrn: lage prioriteit met onderzoekrecht (Weiterer Bedarf mit Planungsrecht);
- 2x3 rijstroken tussen München-Frankfurter Ring en München-Schwabing: hoogste prioriteit (Vordringlicher Bedarf, Engpassbeseitigung).

## Zware verkeersongelukken
Op de namiddag van 11 februari 1985 reed bij Reichertshofen-Langenbruck in Beieren een Britse dubbeldekker op een remmende tankwagen met 6000 liter kerosine. 18 Britse soldaten van een militaire muziekkapel kwamen om het leven.
- Op 23 mei 1987 kwam het door een gekantelde vrachtwagen op een goed uitgebouwde, echter als gevaarlijk geldende traject[14] nabij Allershausen, door slecht zicht en motregen tot de toen nog grootste kettingbotsing in Duitsland met 183 voertuigen, twee doden en 84 gewonnen.[15][16][17]
- Op 19 oktober 1990 vond in de Münchberger Senke een van de zwaarste verkeersongelukken in de Duitse geschiedenis plaats. In de mist was een kettingbotsing met tien doden, 120 gewonden waarvan 38 zwaargewond en 170 beschadigde voertuigen. Om deze blackspot (in het dal kwam regelmatig mist voor) om te lossen werd de rijbaan in 2000 voor ongeveer €70 miljoen, in kader van de verbreding naar 2x3 rijstroken, op een bijna 500 meter lange dalbrug gelegd. Hierbij kwam de weg 18 meter hoger te liggen dan daarvoor, waardoor het boven het mistige dal uitkwam.
- In de zomer van 1996 verongelukte op een vrijdagmiddag een tankwagen nabij de brug over de Elbe, in de buurt van Dessau. Voor het achteropkomende verkeer dat moest omrijden waren nauwelijks alternatieven omdat deze nog niet gereed waren. De bij Coswig gelegen gierpont in de toenmalige B107 kon het verkeer niet verwerken. Wachttijden voor de pont liepen op tot over de zeven uur. Pas tegen de avond normaliseerde de verkeersstroom zich.
- Op 11 april 2003 kwam door het te hard rijden bij sneeuwval en gelijktijdig zonneschijn in de Münchberger Senke opnieuw tot een kettingbotsing waarbij over de 180 voertuigen bij betrokken waren. Daardoor werd de snelweg in 2005 in beide richtingen tussen de aansluitingen Münchberg-Süd en Münchberg-Nord met matrixborden uitgerust.
- Op 3 juli 2017 stierven tegen 7 uur bij een zwaar ongeluk tussen de aansluiting Münchberg-Süd en Gefrees in de richting van Neurenberg 18 mensen, 30 anderen raakten zwaar of levensgevaarlijk gewond.[18] Een touringcar van de Nederlandse bouwer VDL (bouwjaar 2013) van busonderneming Reimann uit Löbau in Saksen reed op een met bedden beladen vrachtwagen. De plek van de chauffeur werd ongeveer 1,50 tot 2,00 meter naar achteren gedrukt, waardoor de linksvoor geïnstalleerde batterijen, een 300 liter dieseltank en een compressor beschadigd raakte.[19] Hierdoor ontstond een grote brand waarbij de bus en de vrachtwagen volledig uitbranden.[20]

## Trivia
- Op 9 augustus 1968 stortte bij Langenbruck een passagiersvoertuig van British Eagle International Airlines neer op de snelweg. Alle 48 inzittenden kwamen om het leven.
- Op de avond van 21 december 2001 was in Opper-Franken zware sneeuwval. Tussen Bayreuth en de deelstaatgrens met Thüringen vormde zich een file van auto's in beide richtingen over circa 100 kilometer, bij -13 °C. Vermoedelijk zaten 100.000 mensen op de A9 vast in hun voertuig. De volgende ochtend om 6:34 uur riep de Landkreis Bayreuth de noodtoestand uit. Om de ingesloten mensen te bereiken werden sneeuwscooters van de bergwacht en soldaten van de Bundeswehr ingezet. 1800 mensen werden in sporthallen in de nabijgelegen plaatsen opgevangen. Begin van de avond van 22 december werd de noodtoestand opgeheven.[21]